# Qidu

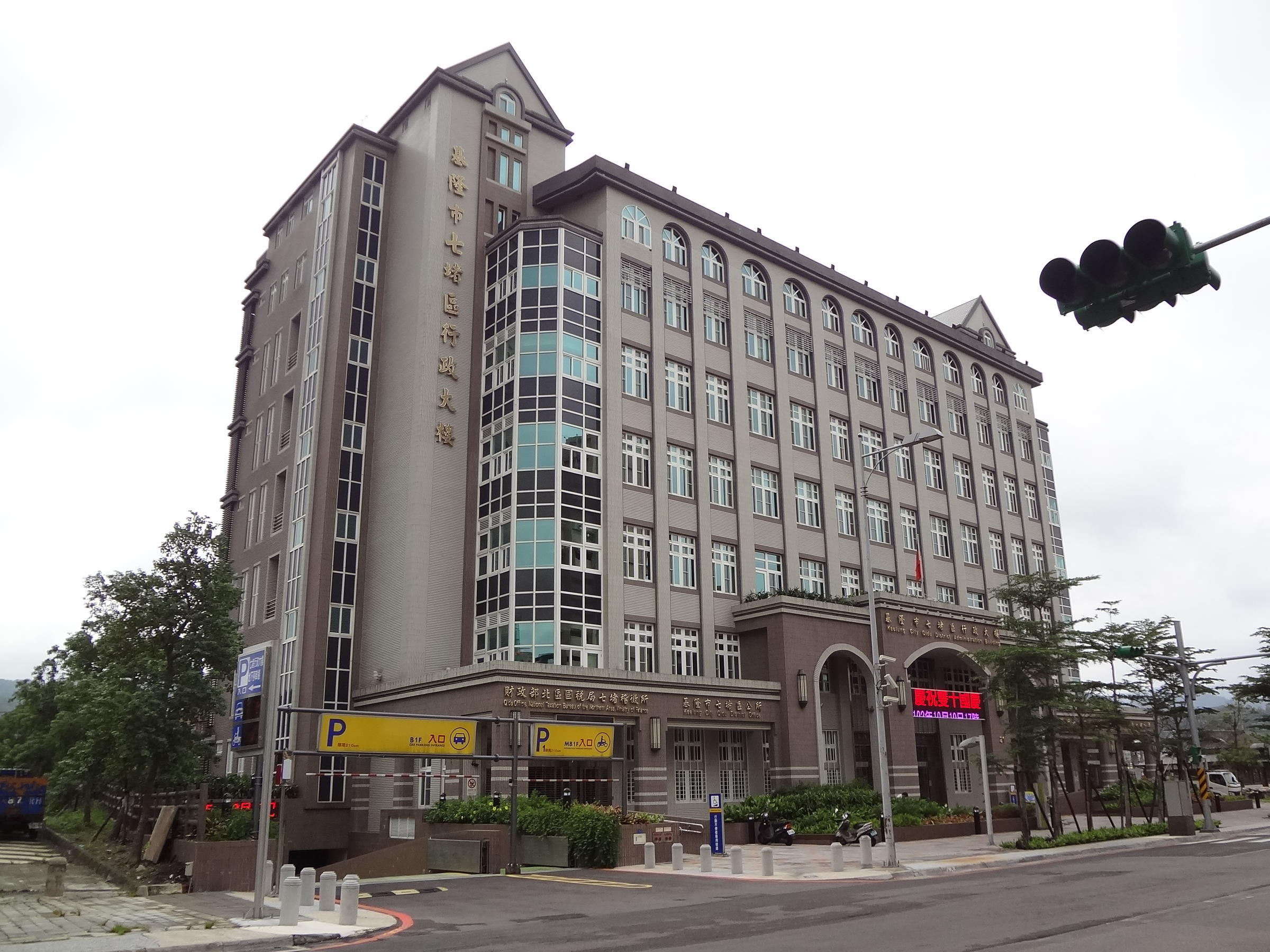
Das Gebäude der Bezirksverwaltung

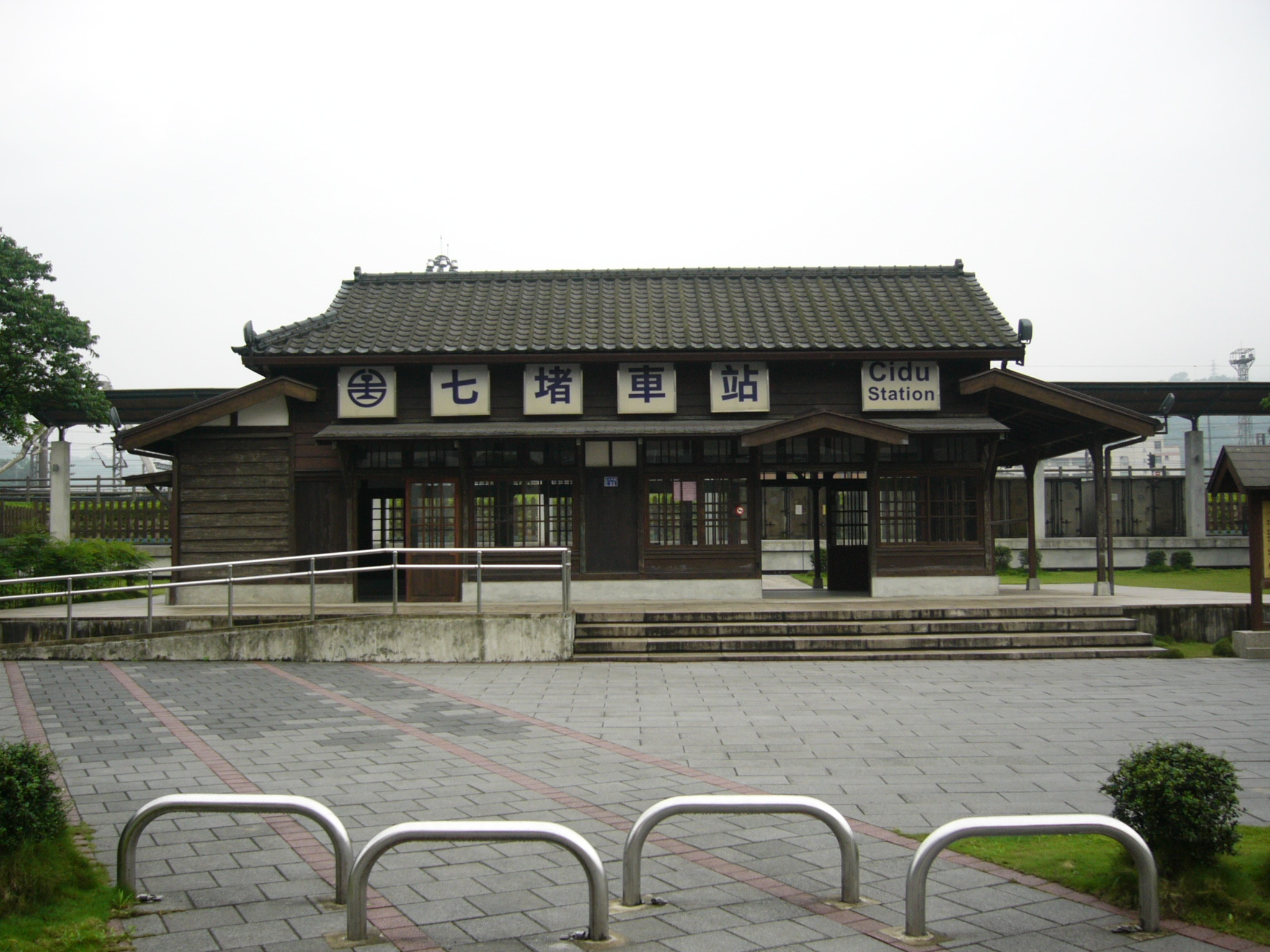
Das historische Bahnhofsgebäude

Qidu (chinesisch 七堵區, Pinyin Qīdǔ Qū, Pe̍h-ōe-jī Chhit-tó͘ Khu) ist ein Bezirk der nordtaiwanischen Hafenstadt Keelung. Sein Name bedeutet etwa „siebter Wall“ und leitet sich von den einfachen Befestigungsanlagen her, mit denen die seit dem späten 18. Jahrhundert hier ansässigen chinesischen Siedler das von ihnen urbar gemachte Land gegen Angriffe der Ureinwohner sicherten.

## Lage und Bedeutung
Qidu liegt am westlichen Rand der kreisfreien Stadt Keelung und grenzt im Osten an die Nachbarbezirke Anle und Nuannuan sowie im Westen an die Stadt Neu-Taipeh. Es ist der flächenmäßig größte Bezirk Keelungs (mehr als 40 % des Stadtgebiets) und der Bezirk mit der geringsten Bevölkerungsdichte. Die Landschaft im Westen und Süden ist grün und hügelig, hier liegt die bekannteste Naturschönheit Qidus, der Taian-Wasserfall. Zudem durchfließt der Keelung-Fluss das Gebiet des Bezirks.
Im Gegensatz zu den durch den Hafen von Keelung geprägten nördlichen Stadtteilen war Qidu bis weit ins 20. Jahrhundert hinein ein eher ländlicher Bezirk, bis sich auch hier einige Unternehmen ansiedelten. So befindet sich in Qidu unter anderem der Hauptsitz der Firma Yang Ming, eines der größten Transportunternehmen der Welt.
In jüngerer Zeit wurden Teile des Bezirks dank seiner reizvollen Umgebung auch als Ausflugsgegend erschlossen und einige Ämter der Stadt hierher verlegt. Qidu ist an die Autobahn 1 und an das Netz der taiwanischen Eisenbahn angebunden.